# Dasyscias
Dasyscias is een geslacht van weekdieren uit de klasse van de Gastropoda (slakken).

## Soort
- Dasyscias franzi F. G. Thompson & Hershler, 1991